# Мухтарулы, Сейсен
Сейсен Мухтарулы (каз. Мұқтарұлы Сейсен; 1946—1999) — казахский и советский поэт и писатель. Лауреат Государственной премии творческих союзов и научных организаций Казахской ССР (1986).

## Биография
В 1969 году окончил факультет журналистики Казахского государственного университета.
С 1965 года работал корректором в издательстве «Жазушы», в 1971—1982 годах — старшим научным сотрудником в редакции Казахской Советской энциклопедии.
Был редактором, заведующим редакцией издательства «Өнер». В 1992—1995 годы — старший редактор издательства «Жалын», заведующий отделом научных изданий Государственного центрального архива.
В конце жизни работал старшим преподавателем в Международном казахско-турецком университете им. Х. А. Яссави в г. Туркестан. Был ведущим специалистом Центра исследований истории и этнофилологии казахско-турецкого университета.

## Творчество
Дебютировал в 1967 году со сборником стихов «Ребёнок».
Автор документально-исторической книги «Конфискация», сборника стихов «Бүлдіршін», «Құм кескен керуен», «Саптағы сарбаз», «Тағы бір көктем», «Нұр тағысы», научно-публицистической книги «Шоқан және өнер», библиографической повести о народном художнике К. Тельжанове «Атамекен», энциклопедического сборника «Қорқыт ата», сборника лирических стихов «Қара шаңырақ» и др.

## Награды
- Почётная грамота правительства Казахской Советской Социалистической Республики.
- Государственная премия творческих союзов и научных организаций Казахской ССР (1986) .